# Zeche Wulfen
Die Zeche Wulfen war ein Steinkohlenbergwerk im Dorstener Stadtteil Wulfen.

## Geschichte

### Vorbereitung und Teufen
Anfang des 20. Jahrhunderts wurden im Grenzgebiet zwischen Ruhrgebiet und Münsterland umfassende Grubenfeldbesitze von den verschiedensten Gesellschaften und teilweise von neuen Gewerkschaften erworben, um in Zukunft als Anschlussanlage aufgeschlossen werden zu können.
In dem Gebiet nördlich der Lippe zwischen Dorsten und Haltern gründeten sich mehrere Einzelgewerkschaften, darunter auch die Gewerkschaften Wulfen I und Wulfen II der Gewerkschaft Stinnes. Der Name wurde dem Grubenfeld nach dem Dorf Wulfen gegeben, unter dessen Gebiet der größte Teil des Grubenfeldes lag.
1938 erwarb der Mülheimer Bergwerks-Verein mehrere Gewerkschaften, die an die Gewerkschaft Wulfen anschlossen, und fasste diese unter dem Namen Zeche Wulfen zusammen. Es wurde beabsichtigt, eine eigenständige Förderanlage mit zwei gleichberechtigten Schächten auf grüner Wiese entstehen zu lassen. Aufgrund von Problematiken bei der Zuordnung der Besitzverhältnisse konnte die endgültige Konsolidation noch nicht vollzogen werden. Die Aufnahme der Ausbauarbeiten verzögerte sich immer wieder.
Erst 1956 gingen sowohl die Gewerkschaft Mathias Stinnes als auch der Mülheimer Bergwerks-Verein in die Steinkohlenbergwerk Mathias Stinnes AG auf. Dadurch befand sich der gesamte Felderbesitz nun in der Hand einer Gesellschaft. Diese begann 1956 in der Dimker Heide mit den Vorarbeiten für den Gefrierprozess für den Schacht 1. Ab 1958 wurde neben Schacht 1 der Schacht 2 niedergebracht. Für die geplanten 8.000 Beschäftigten wurde nördlich des Bergwerksgeländes die Neue Stadt Wulfen mit bis zu 60.000 Einwohnern geplant, heute ist der Stadtteil als Wulfen-Barkenberg bekannt und hat etwa 12.000 Einwohner.
Trotz einsetzender Kohlenkrise wurden die Abteufarbeiten fortgeführt. 1963 wurde in beiden Schächten die Endteufe erreicht. Die Tagesanlagen wurden zunächst provisorisch aufgebaut. Beide Schächte erhielten anstatt der geplanten großen Vollwand-Doppelbockfördergerüste nur provisorische Förderanlagen. Die Förderung stieg bis 1968 auf 900.000 t jährlich.

### Verbund
1968 ging die Zeche Wulfen in die Ruhrkohle AG auf und wurde der Abteilung Bergbau AG Herne/Recklinghausen eingegliedert. Aufgrund des Gesamtanpassungsplanes der Ruhrkohle AG wurde sofort geplant, die Zeche mit einer der benachbarten Anlagen zu einem leistungsfähigeren Verbund zusammenzuschließen. Weil dieser mit der Zeche Brassert wegen ungünstiger geologischer Verhältnisse unrealistisch erschien und die nahegelegene Zeche Auguste Victoria zum BASF-Konzern und nicht zur Ruhrkohle AG gehörte, wurde 1970 ein Verbund mit der Nachbarzeche Fürst Leopold beschlossen. Als Außenschächte des Bergwerk Fürst Leopold/Wulfen wurden die Schächte fortan geführt.
Das Bergwerk baute zunächst im Flöz Zollverein 7/8 ab und erst später die darüberliegenden Flöze der Zollvereingruppe. Grund für diese ungewöhnliche Abbaufolge war die hohe Methanausgasung in dem bisher unverritzen Grubenfeld. Mitte der 70er Jahre drohte schon die Aufgabe des Standortes Wulfen. Dann wurden jedoch eine Reihe von bauwürdigen Flöze oberhalb der bisherigen Abbaubereiche aufgeschlossen und der Abbau konnte bis ins Jahr 2000 fortgeführt werden.
Schacht Wulfen 2 erhielt 1979 ein neues Stahlkasten-Doppelbockfördergerüst und die Anlage wurde zur zentralen Material- und Seilfahrtanlage ausgebaut. 1981 erfolgte der vollständige Förderverbund durch eine 7,5 km lange Strecke zwischen Wulfen und Fürst Leopold. Schacht 1 wurde 1988 zum zentralen Seilfahrtschacht ausgebaut und erhielt ein Stahlkastengerüst mit Vierseilförderung.
In den 1990er Jahren wurde zwischen Wulfen 1/2 und Fürst Leopold 1/2 der Schacht Wulfen 3 geplant. Die angespannte Kohlekonjunktur ließ diese Planung zum Erliegen kommen.

### Stilllegung
Durch Eingang des Bergwerks Fürst Leopold/Wulfen in das Bergwerk Lippe wurde das Baufeld Wulfen ab 1998 nach und nach aufgegeben. Die Schächte wurden im November und Dezember des Jahres 2000 verfüllt.
Im Anschluss erfolgte der komplette Abbruch der Schachtanlage.